# Influencia latina en Asia y el Pacífico

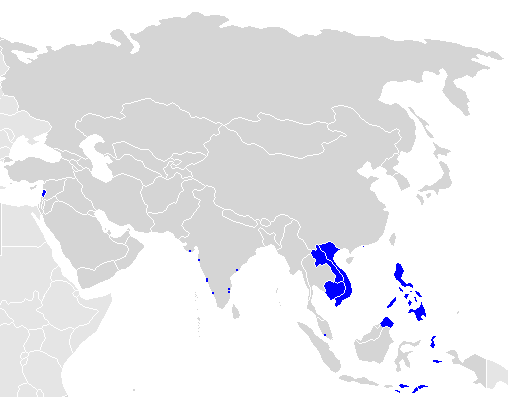
Países y territorios de mínima influencia latina.

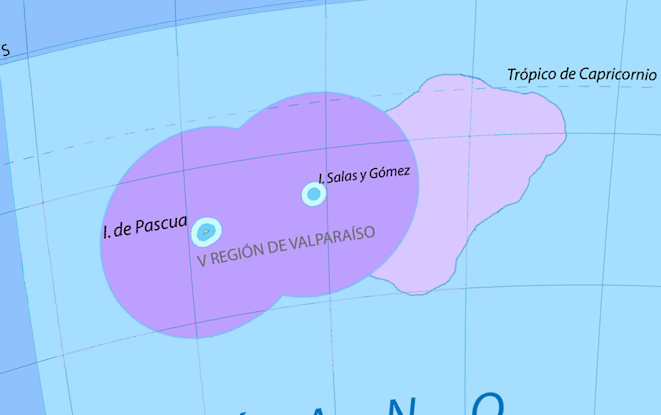
Isla de Pascua o Rapa Nui y la isla Salas y Gómez son también con influencia latina porque son territorios ultramarinos de Chile.

La influencia latina en Asia y el Pacífico son las costumbres y tradiciones en determinados países de Asia y Oceanía que se originaron durante la presencia de las potencias latinas europeas como España, Francia y Portugal. Hoy en día algunos países y territorios, una minoría de sus poblaciones utilizan las lenguas de sus antiguos colonizadores como uso habitual, sobre todo por las élites de los mestizos, como también ciertas lenguas nativas habladas por los indígenas tienen también influencia de voces de lenguas romances. 
Ciertos países y territorios fueron unas de las colonias más alejadas de sus metrópolis que recibieron menos inmigración desde Europa latina en comparación con las colonias americanas. La mayor influencia durante el periodo colonial, se presentó a través de las conquistas y descubrimientos de la vuelta al mundo tras las rutas realizadas por el capitán Fernando de Magallanes.

## Historia

Basílica de Santa Sofía de Constantinopla fue construida por el imperio bizantino en el A lo largo de su historia ha sido basílica, mezquita y hoy museo. Es una de las muestras del imperio romano en Asia occidental.

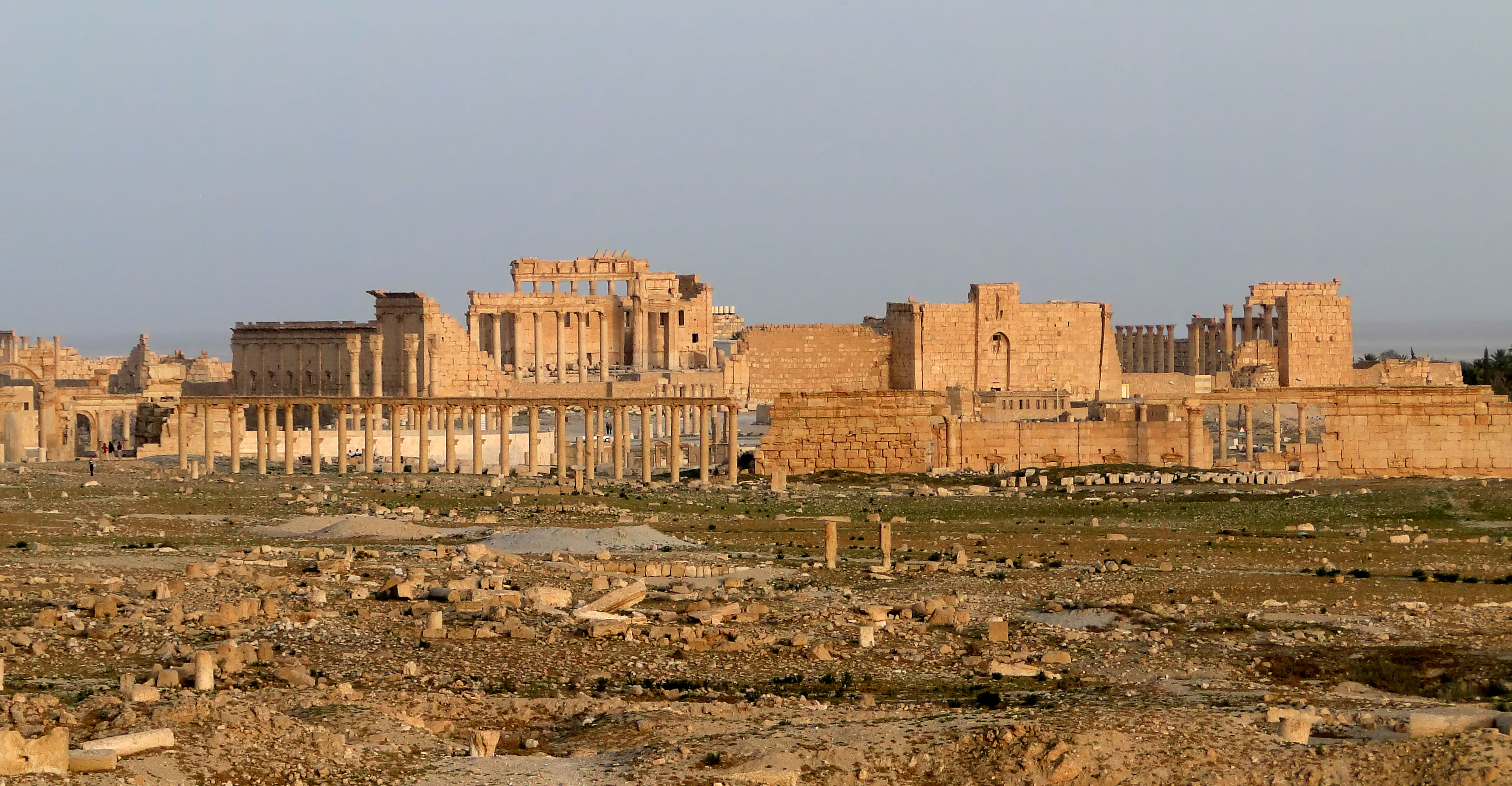
Ruinas de la antigua ciudad de Palmira en Siria, vestigio de la presencia del imperio romano.

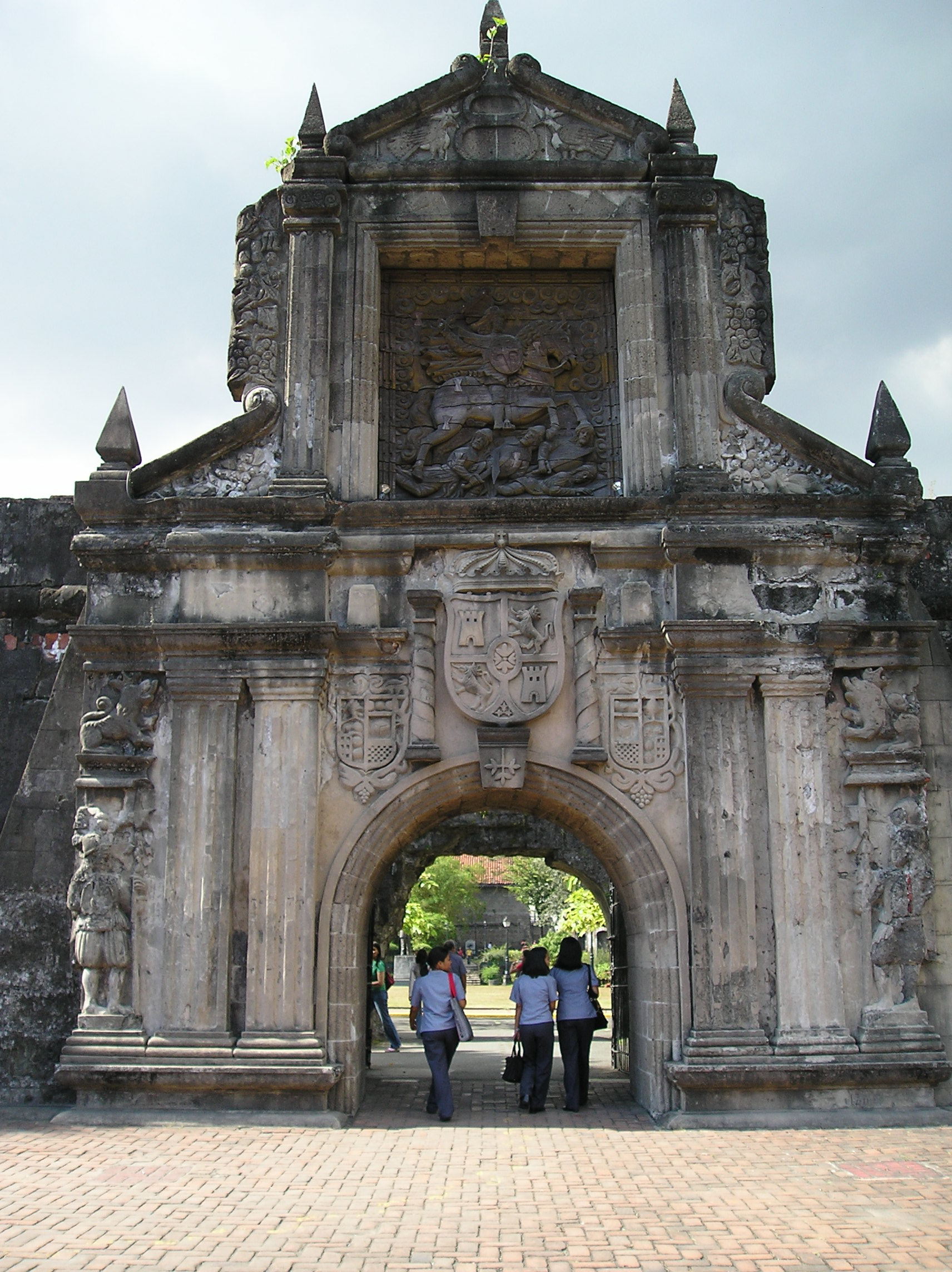
Entrada al Fuerte de Santiago, legado de la presencia española en Manila, Filipinas.

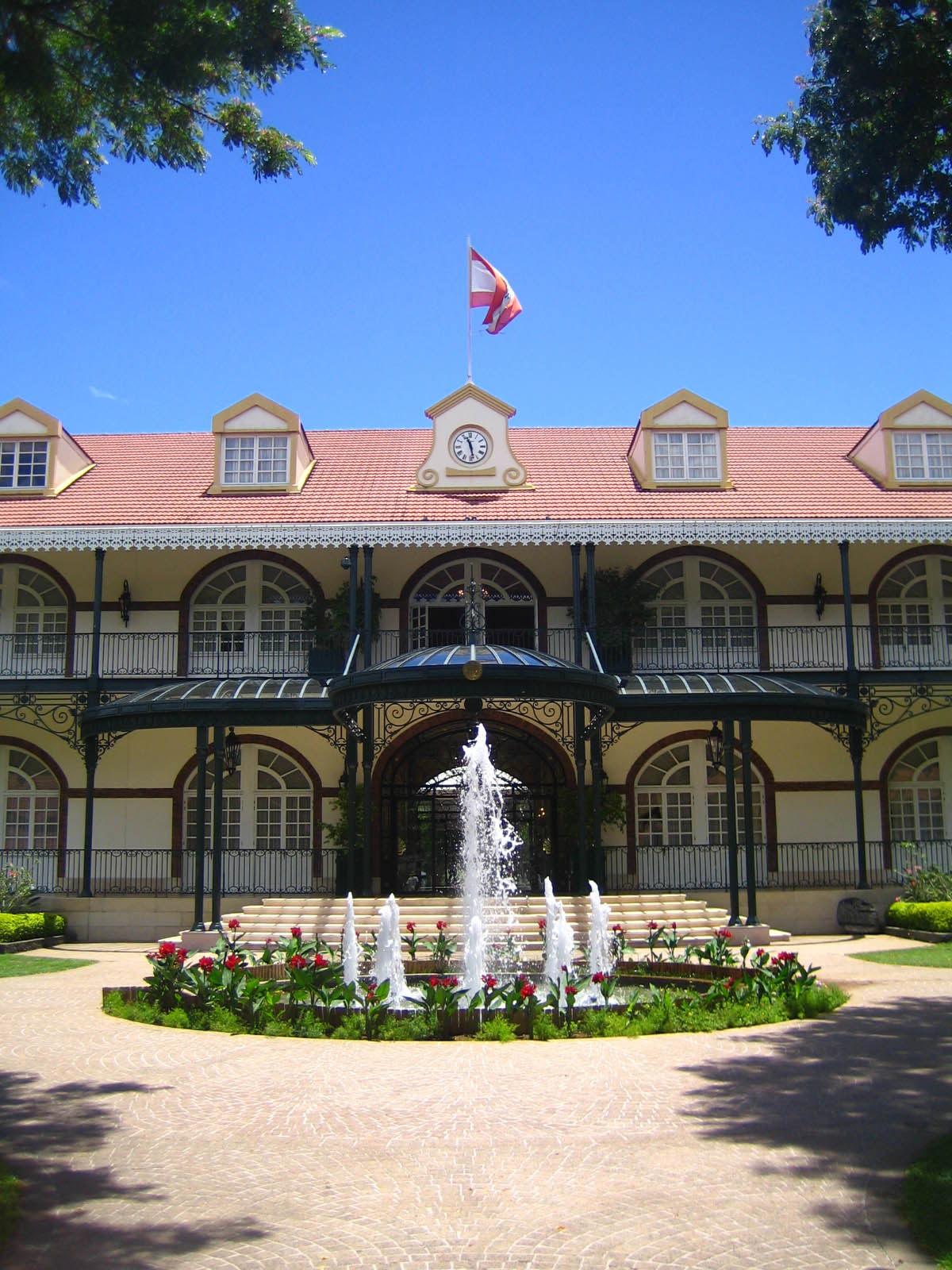
Ayuntamiento de Papeete en la Polinesia Francesa, legado de la presencia francesa.

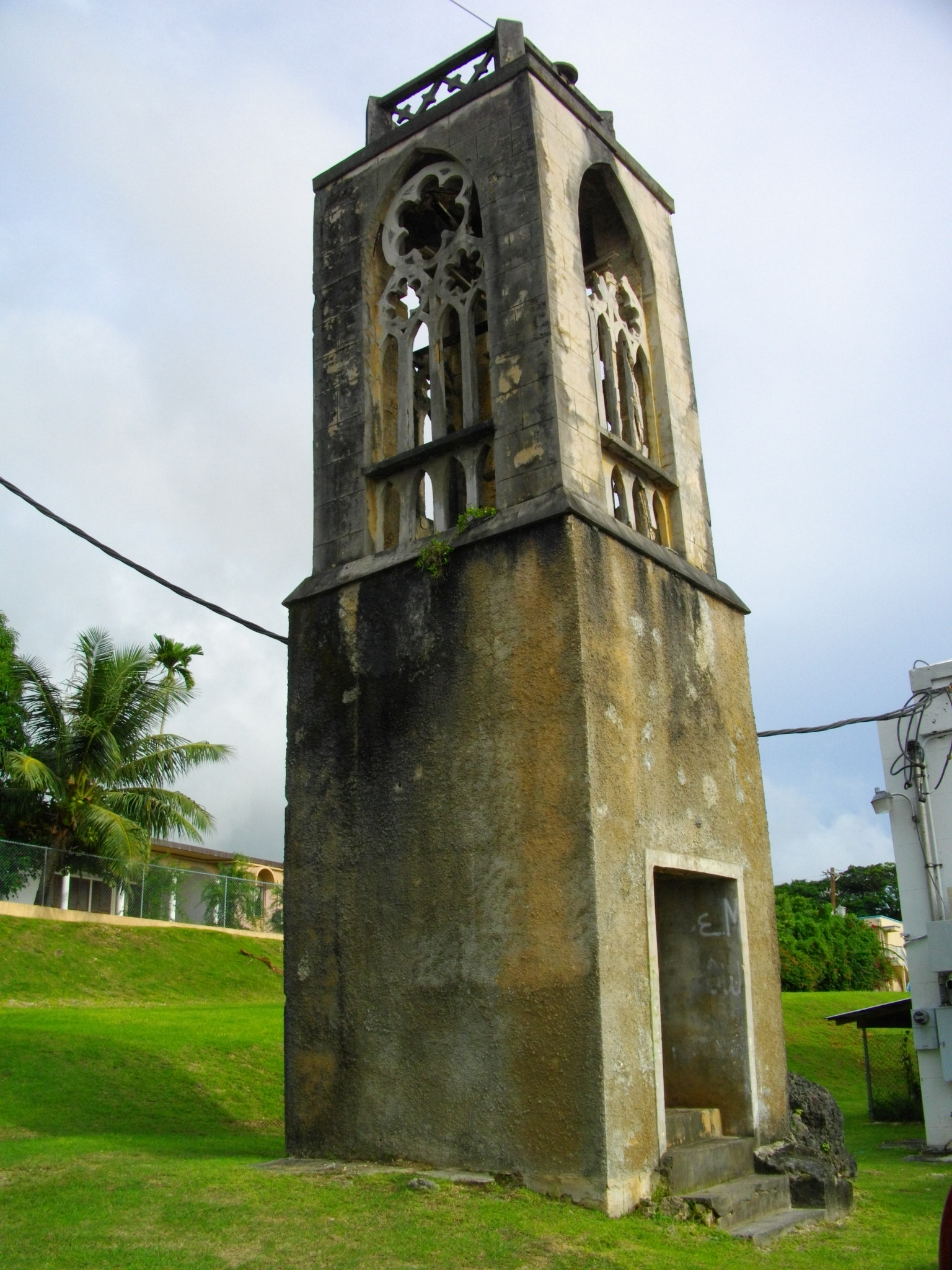
Campanario Cristo Rey, vestigio de la presencia española en las Islas Marianas del Norte.

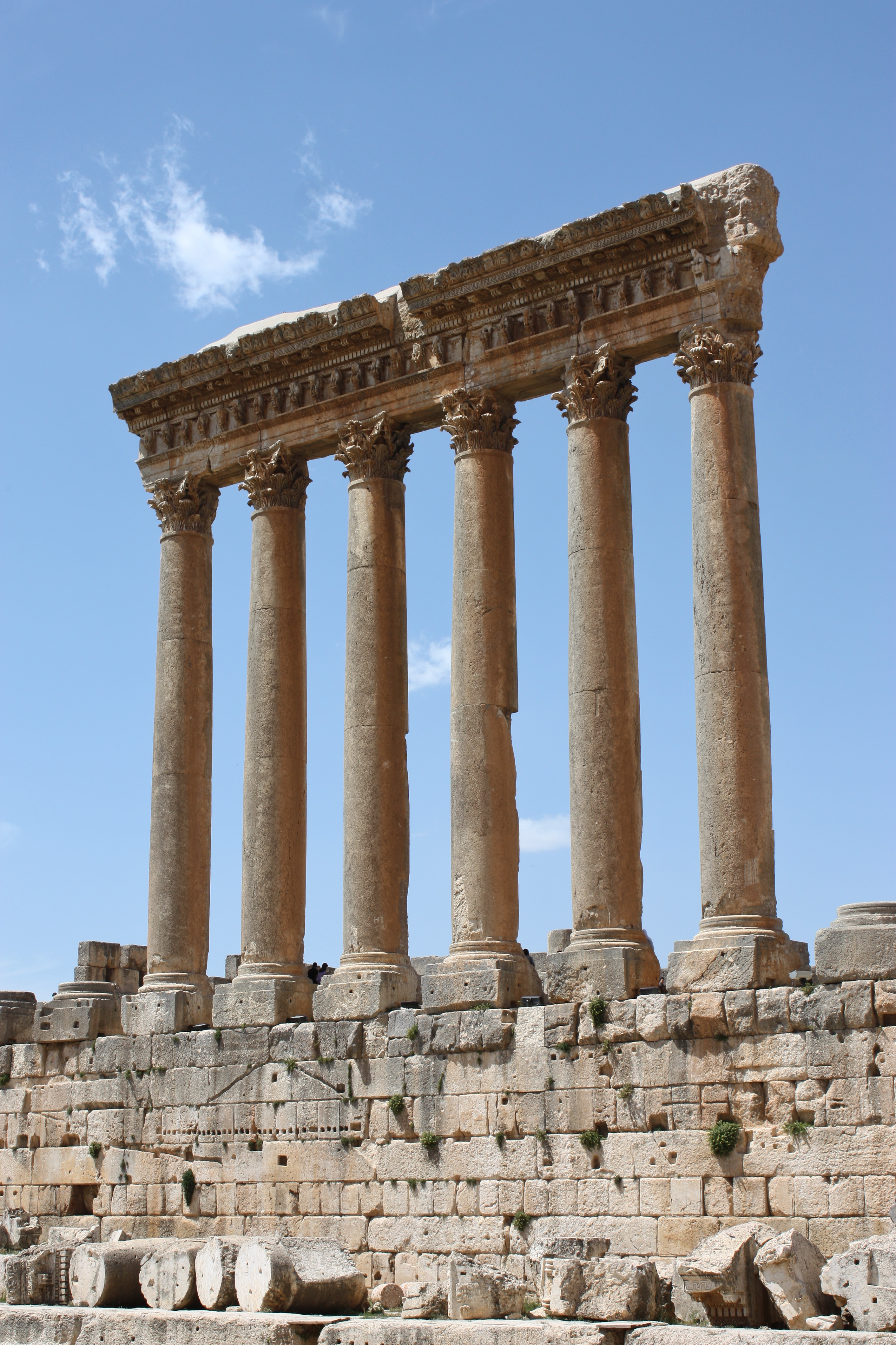
Templo de Júpiter en Baalbek, Líbano, vestigio de la presencia del imperio romano.

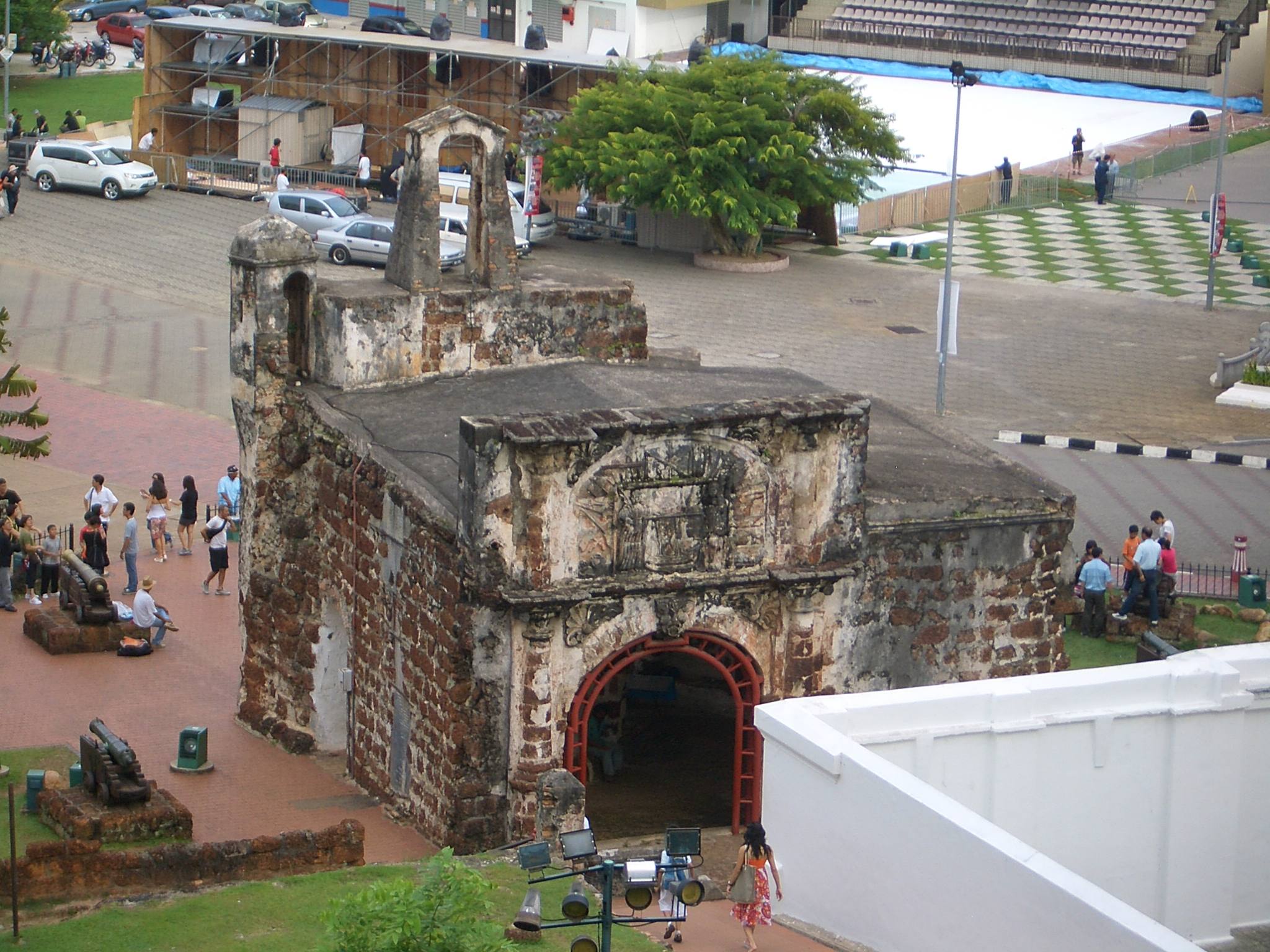
La puerta de Santiago en Malaca, Malasia, vestigio de la presencia portuguesa.

Respecto a la influencia latina en Asia y el Pacífico, los primeros conquistadores europeos latinos que llegaron al continente asiático, fueron los romanos durante el dominio del Imperio romano. Una de las primeras referencias es la región de la provincia romana de Asia en la actual Turquía, que era una división administrativa anexada por la Antigua Roma en tiempos tardíos de la República. Creada en el año 129 a. C. sobre un territorio ampliamente helenizado y rodeado de Estados creados tras la desaparición del Imperio seléucida, fundamentalmente Bitinia, Paflagonia, el Ponto, Galacia, Capadocia, Comagene y lo que quedaba del Imperio seléucida. También hubo contacto entre el imperio romano y China, que fueron indirectas a lo largo de la existencia de ambos imperios. El Imperio romano y el Imperio chino de la dinastía Han, se acercaron progresivamente en el curso de la expansión romana hacia el Antiguo Oriente Próximo y las simultáneas incursiones militares chinas en Asia Central, sin embargo, poderosos imperios intermedios, tales como los partos y los kusháns, mantuvieron a las dos potencias euroasiáticas permanentemente separadas. Por ello, la conciencia del otro siguió siendo escasa y el conocimiento mutuo, difuso. Si bien, la cultura de la Antigua Roma ha quedado marcada en esta parte de la región del Asia Occidental sobre todo en Oriente medio, además se puede apreciar también el legado romano como fortalezas y otros monumentos por Asia Menor (la actual Turquía), como también por Israel, Líbano, Siria y entre otros países.
Tras los descubrimientos y expediciones por potencias europeas en el siglo XVI, los navegantes españoles y portugueses fueron los primeros en descubrir parte de Asia y Oceanía. Para colonizar, tuvieron que enfrentarse a diversas luchas contra los nativos indígenas (malayos, tagalos, bisayos, polinesios, melanesios, micronesios, etc.), incluso contra piratas chinos y japoneses y los corsarios como los británicos y los holandeses.
El Imperio español en Asia y el Pacífico comprendío varios territorios insulares, incluidas las Islas Filipinas, Guam y las Islas Marianas, así como Palaos y las Carolinas. Estos territorios oceánicos estuvieron bajo soberanía española desde finales del siglo XVI hasta 1899.
En 1521, el explorador Fernando de Magallanes tomó posesión de las islas Filipinas en nombre de la corona española, aunque el primer asentamiento español data de 1565, cuando se fundó la ciudad de Cebú. La colonización española duró más de tres siglos, desde 1565 hasta 1898, año en el que España cedió sus últimas posesiones en Asia por la guerra hispano-estadounidense. En 1899 también cedió las islas de Micronesia al Imperio alemán. Durante este largo período, España realizó numerosas expediciones al océano Pacífico desde América, resultando en la exploración y descubrimiento de numerosos territorios. Durante diversos momentos de su historia, el imperio también abarcó las islas de Ternate y Tidore (Molucas Septentrional), el norte de la isla de Formosa, Borneo, Brunéi, la provincia de Papúa Occidental (Nueva Guinea), un protectorado sobre Camboya y también tuvo derechos de asentamientos en territorios del Imperio portugués en Asia bajo la casa de Austria.
En cuanto el Imperio portugués en Asia y el Pacífico, fue garantizado por el Tratado de Tordesillas. Portugal estableció sus puertos comerciales en puntos lejanos como Mascate, Ormuz, Baréin, Diu, Bombay, Goa, el Ceilán portugués, Malaca, las islas Molucas, Macao, y Nagasaki. Protegiendo su comercio celosamente de sus competidores europeos y asiáticos, Portugal no solo dominó el comercio entre Asia y Europa, sino también mucho del comercio entre las diferentes regiones de Asia, tales como India, Ceilán, Omán, Golfo Pérsico, Indonesia, Timor Oriental, China y Japón. Misioneros jesuitas siguieron a los portugueses para difundir el cristianismo católico por Asia con éxitos mezclados.
El Imperio francés en Asia poseyó la Indochina francesa, formada por los actuales países como Laos, Camboya y Vietnam. Fue conocida como la Unión Indochina (en francés: Union Indochinoise), y después de 1946 se convirtió en la Federación Indochina (Fédération indochinoise) como parte de la Unión Francesa. Estaba formada por una federación de tres regiones vietnamitas (Cochinchina, Tonkín y Annam) junto a los protectorados de Laos y Camboya. Dependió también del gobierno francés de Indochina la concesión de Kouang-Tchéou-Wan, parte de la hoy Zhanjiang. En 1902 la capital colonial fue trasladada de Saigón, en la Cochinchina, a Hanói (Tonkín). Durante la Segunda Guerra Mundial la colonial fue administrada por la Francia de Vichy y quedó bajo ocupación japonesa hasta 1945. 
Los acuerdos de Ginebra significaron el final del poder colonial francés en la península de  Indochina y también el principio del fin de su imperio colonial. 
El Imperio francés también poseyó dominio en algunos territorios de la India, conocidos como la Compañía Francesa de las Indias Orientales. Los cinco territorios coloniales eran Puducherry, Karaikal, Yanam , Mahé y Chandernagor, que conservó bajo la forma Establecimientos franceses de India hasta 1749. Varios puertos franceses se mantuvieron bajo su control, como Pondicherry y Chandernagore hasta 1949. Líbano pasó hacer un protectorado francés y en Oceanía también Vanuatu formó parte del imperio francés junto con el imperio británico, actualmente las islas de Nueva Caledonia, Polinesia Francesa, Wallis y Futuna y la Isla Clipperton siguen perteneciendo como territorios de ultramar de Francia.

## Legado
Hoy en día el legado colonial de las naciones latinas de Europa en Asia y Oceanía, ha quedado marcado y que hasta la fecha se conserva sobre todo en nombres y apellidos de personas, nombres de calles y avenidas, religión y palabras de las lenguas romances acuñadas en las lenguas nativas.

### Legado lingüístico
En el legado lingüístico, podemos destacar los siguientes idiomas que todavía son hablados por una minoría de la población, por las élites de los mestizos y otros que lo aprenden en instituciones educativas, que poco a poco van ganando terreno de popularidad:

#### El idioma español

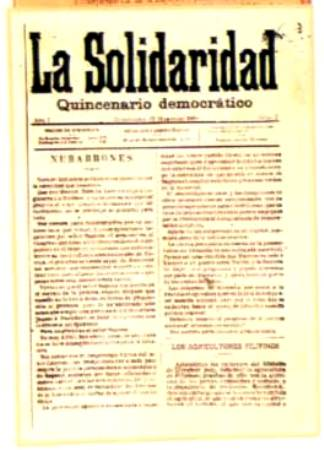
La Solidaridad, periódico filipino escrita y editada en español.

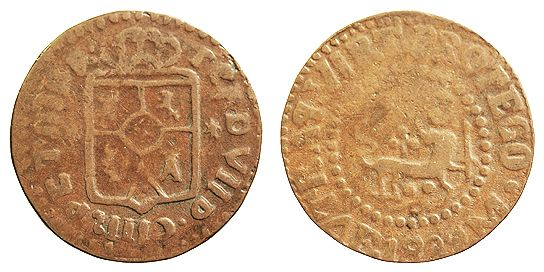
Moneda de un cuarto de 1829, emitida en Manila. Muestra el escudo de España.

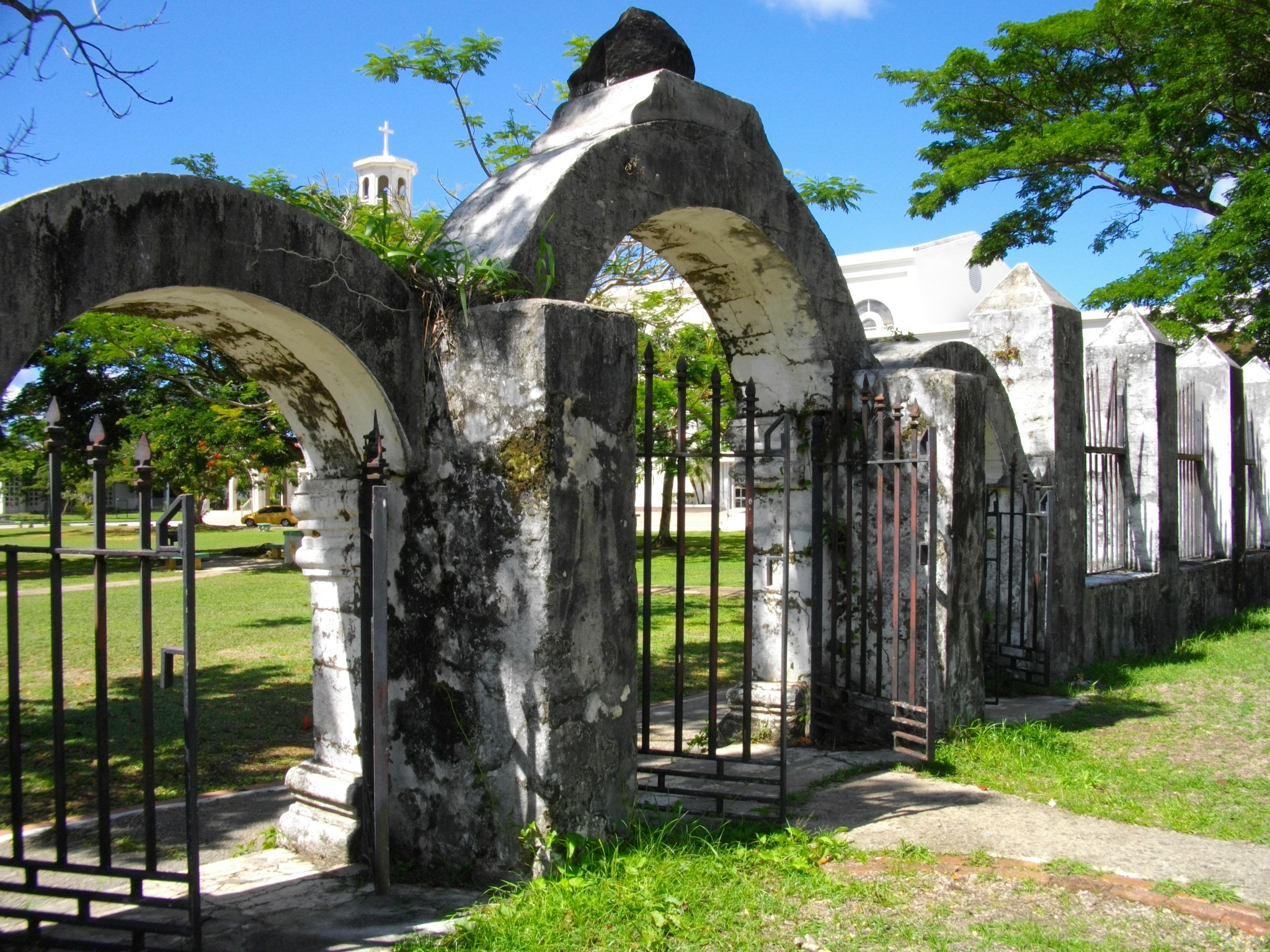
Plaza de España en Agaña, Guam.

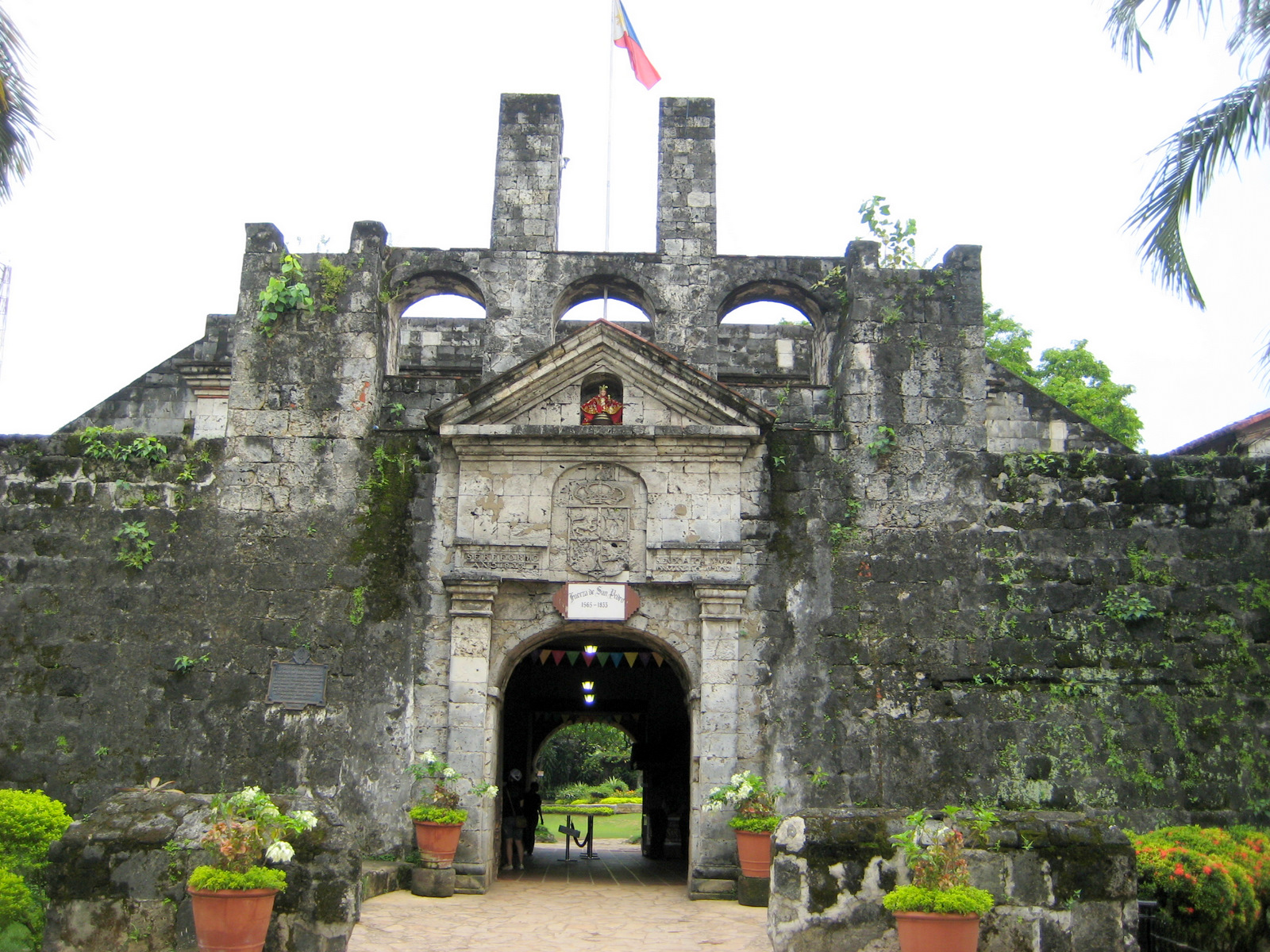
Fortaleza de San Pedro en Cebú, Filipinas.

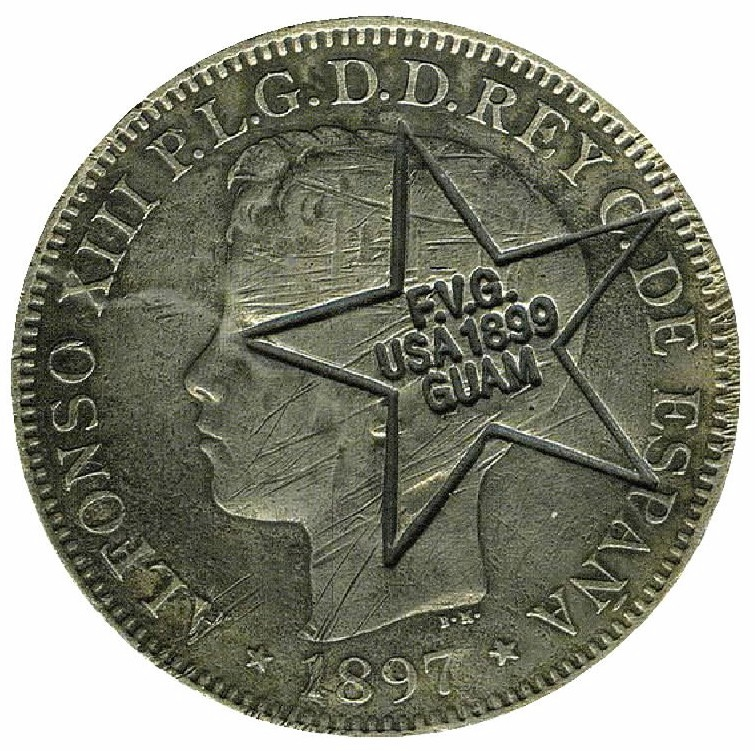
Peseta española de Filipinas con marca identificativa de la ocupación de Guam por parte de los Estados Unidos en 1899.

El español en el contiene asiático es hablado por minorías en las Filipinas por unos 3.017.265 de hablantes, aunque el español en este país ha sido importante en la época colonial perdiendo su hegemonía en el último siglo desde la ocupación estadounidense del país (1898) por la sustitución del inglés. Si bien aún persiste una forma de criollo español llamado chabacano hablado por más de medio millón de filipinos en Zamboanga, Basilán, Cotabato, Dávao y otras zonas del país. Del español también existe de forma subyacente en Filipinas: en nombres y apellidos, topónimos de calles y ciudades, y en incontables palabras en tagalog, ilocano, cebuano y entre otras lenguas nativas. En los últimos años está resurgiendo el interés por promover la lengua española, oficial durante 400 años en Filipinas, como un patrimonio lingüístico más del país. Además Filipinas cuenta con dos instituciones dedicadas a la enseñanza y promoción de la lengua española: el Instituto Cervantes y la Real Academia de la Lengua Filipina (correspondiente de la Real Academia Española) ambas en Manila. Cada 30 de junio se celebra el Día de la Amistad Hispanofilipina, que pretende rescatar los nexos históricos y socioculturales existentes entre España y las Filipinas, entre ellos, el idioma español.
También el chabacano es hablado en el estado de Sabah en Malasia, que está reconocido como lengua oficial y en la ciudad de Ternate en Indonesia.
En Oceanía en algunas islas principalmente pertenecientes a la soberanía chilena, como en la Isla de Pascua y Juan Fernández, también se habla el español. Minoritariamente se habla también en las islas estadounidenses de Guam y las Islas Marianas del Norte, y ha influido notoriamente en el idioma chamorro, hablado por los indígenas de ambos países. Existen también otras lenguas criollas locales de influencia española, que son habladas en los Estados Federados de Micronesia y Palaos, ambos países que forman parte del archipiélago de las Carolinas. 
Todas ellas formaron parte del Imperio español durante 400 años.

La presencia de la lengua española en Oriente Próximo data a partir del siglo XVI, cuando los Reyes Católicos en España iniciaron la expulsión de los judíos a causa de la inquisición encabezada por la Iglesia católica en la Edad Media. Los judíos que hablan español son conocidos como sefardíes, que se expandieron por casi todo el occidente y sobre todo en Israel y Turquía, donde el español ha sido conservado y hasta la fecha lo tienen como lengua materna y convive con las demás lenguas oficiales, el hebreo, el turco y el árabe, ya que de estos idiomas hay palabras acuñadas en el español, si bien del español hablado por los sefardíes ha surgido de un idioma conocido como ladino o judeoespañol.
Desde el surgimiento del moderno Estado de Israel, en 1948, el idioma español acrecentó su base de hablantes a partir de la migración de judíos hispanoparlantes (principalmente argentinos) hacia el nuevo Estado.

#### El idioma portugués

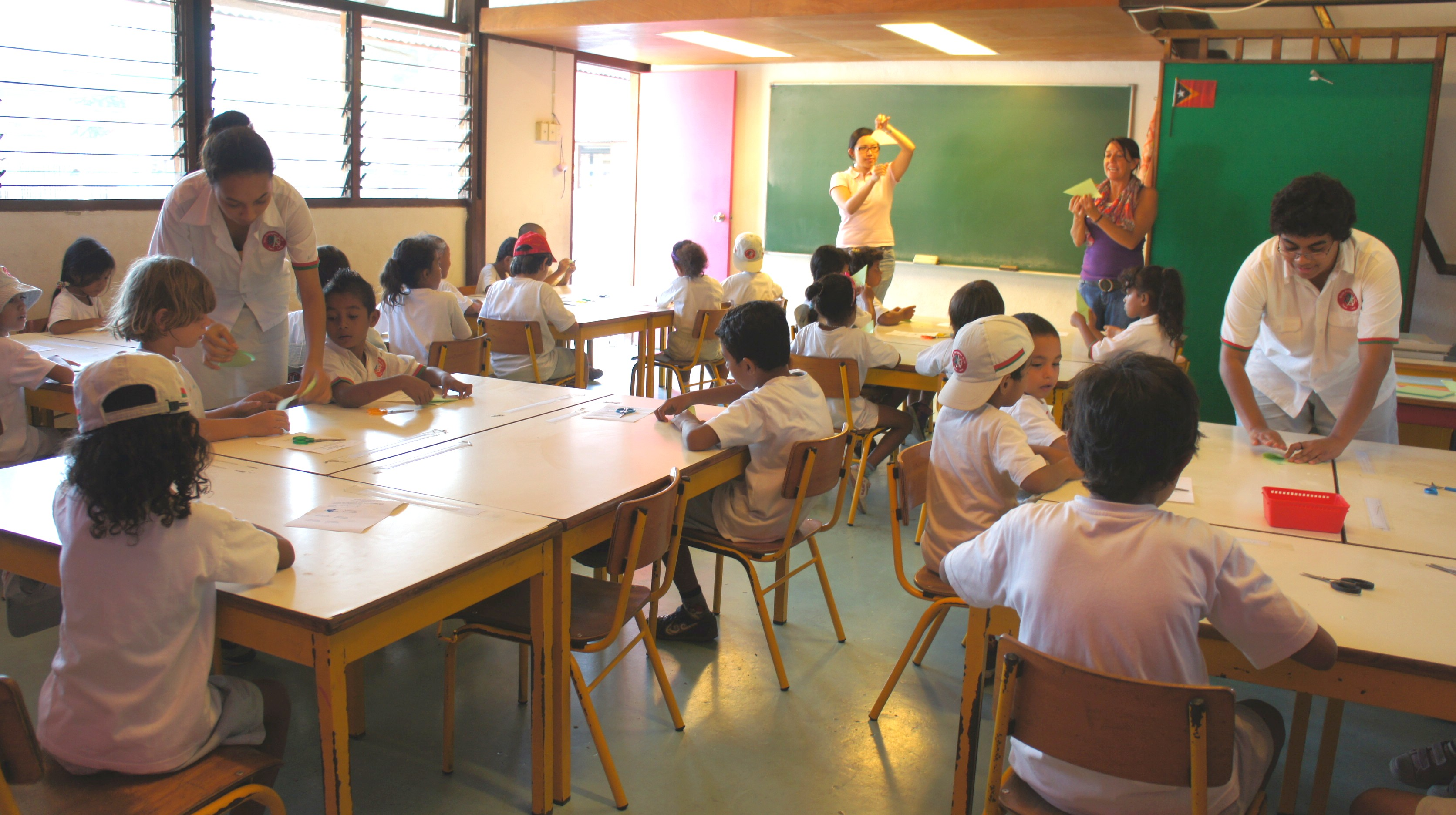
Escuela portuguesa de Dili, Timor Oriental.

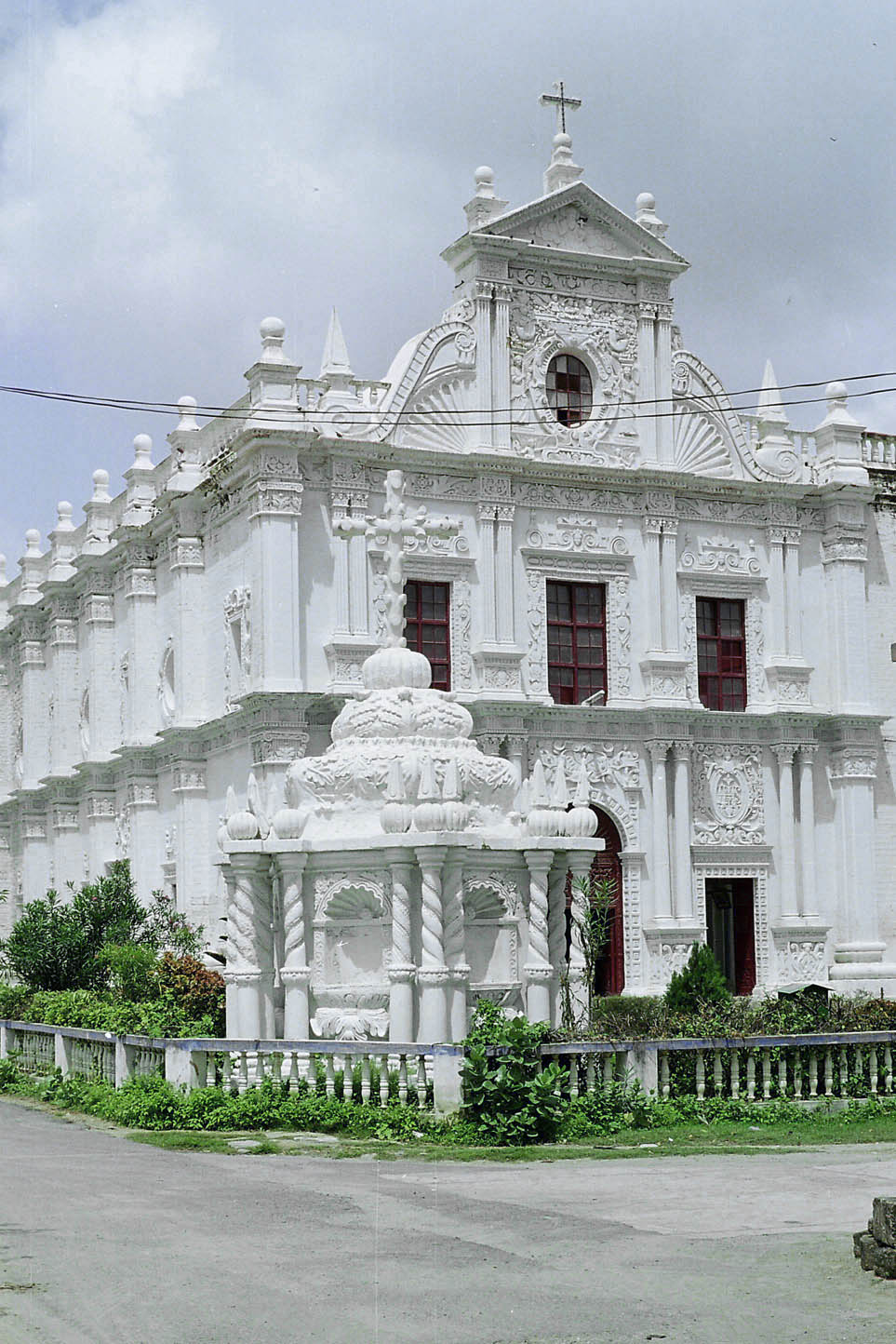
Iglesia de San Pablo en Diu, India, construida por los colonos portugueses.

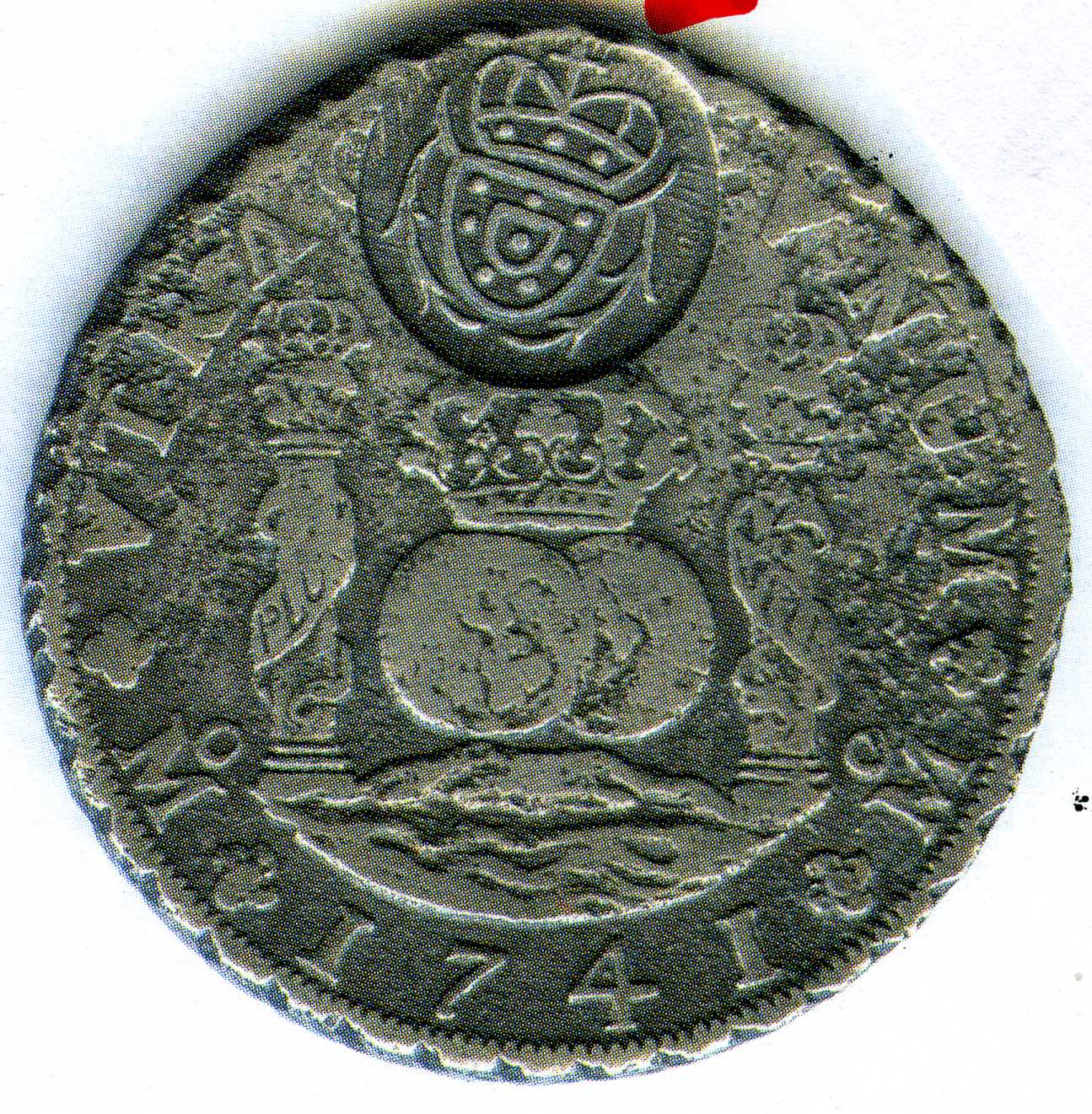
Moneda española con resello circular de la India Portuguesa.

El portugués es hablada como lengua oficial junto con el tetun en Timor Oriental y se habla también por algunos sectores de la India como Goa, Dadra y Nagar Haveli y Damán y Diu, que formaron parte de la India portuguesa, en el estado de Malaca en Malasia y en la región china de Macao. Todas ellas formaron parte del Imperio portugués.
En Timor Oriental durante el dominio indonesio, el uso del portugués fue prohibido, pero fue usado por la resistencia clandestinamente, especialmente por las comunicaciones con el mundo exterior. El idioma ganó importancia como un símbolo de resistencia y libertad, junto con el tetun, como una manera de diferenciar el país de sus vecinos. Está ahora siendo restaurado como una lengua oficial, con la ayuda de Portugal y Brasil. Actualmente es hablado por el 25% de la población (el número se ha duplicado en los últimos cinco años), aunque su crecimiento a veces ha generado hostilidad entre las personas que fueron educadas en indonesio, ya que lo ven como una desventaja.
El portugués en Macao, a pesar de su carácter cooficial, tiene una presencia muy reducida actualmente. De hecho, el criollo portugués que hablaba la comunidad macaense ya está prácticamente extinguido, y son pocos los que hablan el portugués. El inglés, aunque no es oficial, es ya el segundo idioma más usado en Macao.

#### El idioma francés

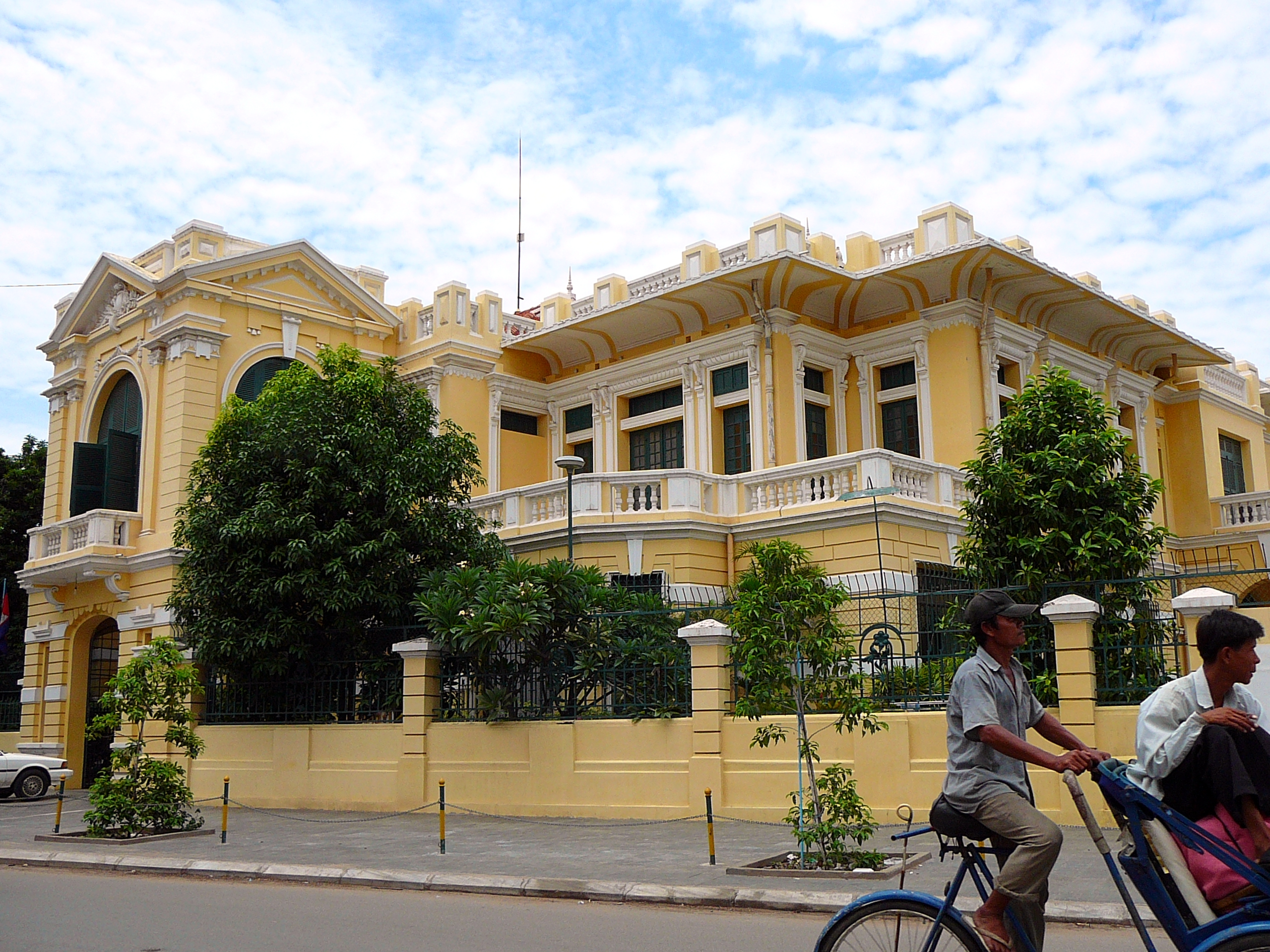
Antigua casa colonial francesa en Nom Pen en Camboya.

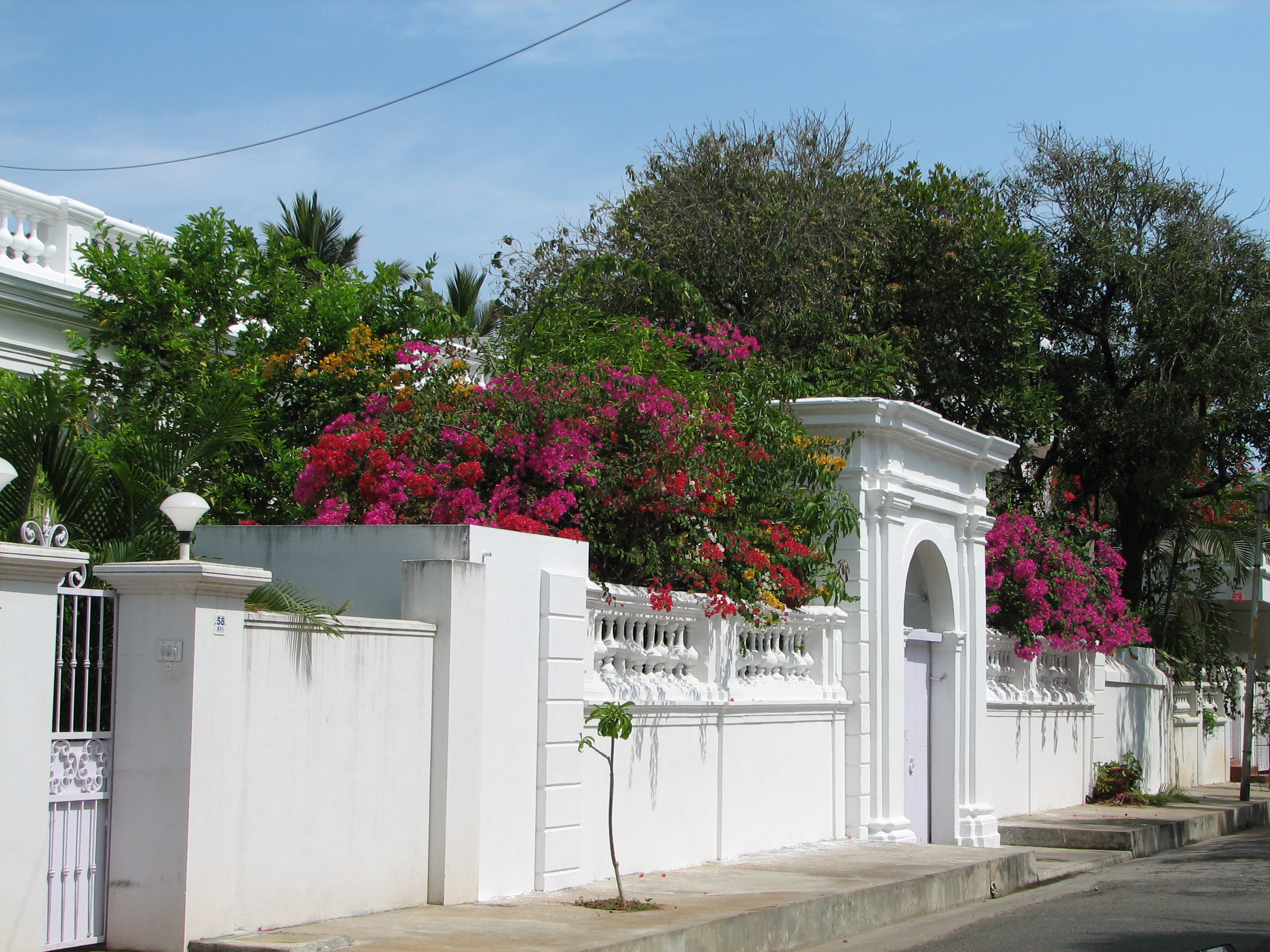
Estilos arquitectónicos franceses son comunes en Puducherry, India, un recordatorio de los años en que el territorio era parte de la India francesa.

El francés en Asia es hablada en las naciones de la antigua Indochina francesa como Camboya, Laos y Vietnam, también parte de la India como en el territorio de Puducherry que formó parte de la India francesa y la provincia de Cantón en China. En el Líbano, el francés está reconocido como segunda lengua oficial junto con el árabe. Aunque este último está más arraigado con el mundo árabe. 
En Oceanía el francés es hablado como tercera lengua oficial en Vanuatu y los territorios franceses de ultramar como Nueva Caledonia, Polinesia francesa y Wallis y Futuna, todas ellas formaron parte del Imperio colonial francés.

### Legado cultural
En el legado cultural podemos distinguir las siguientes características:

#### Religión

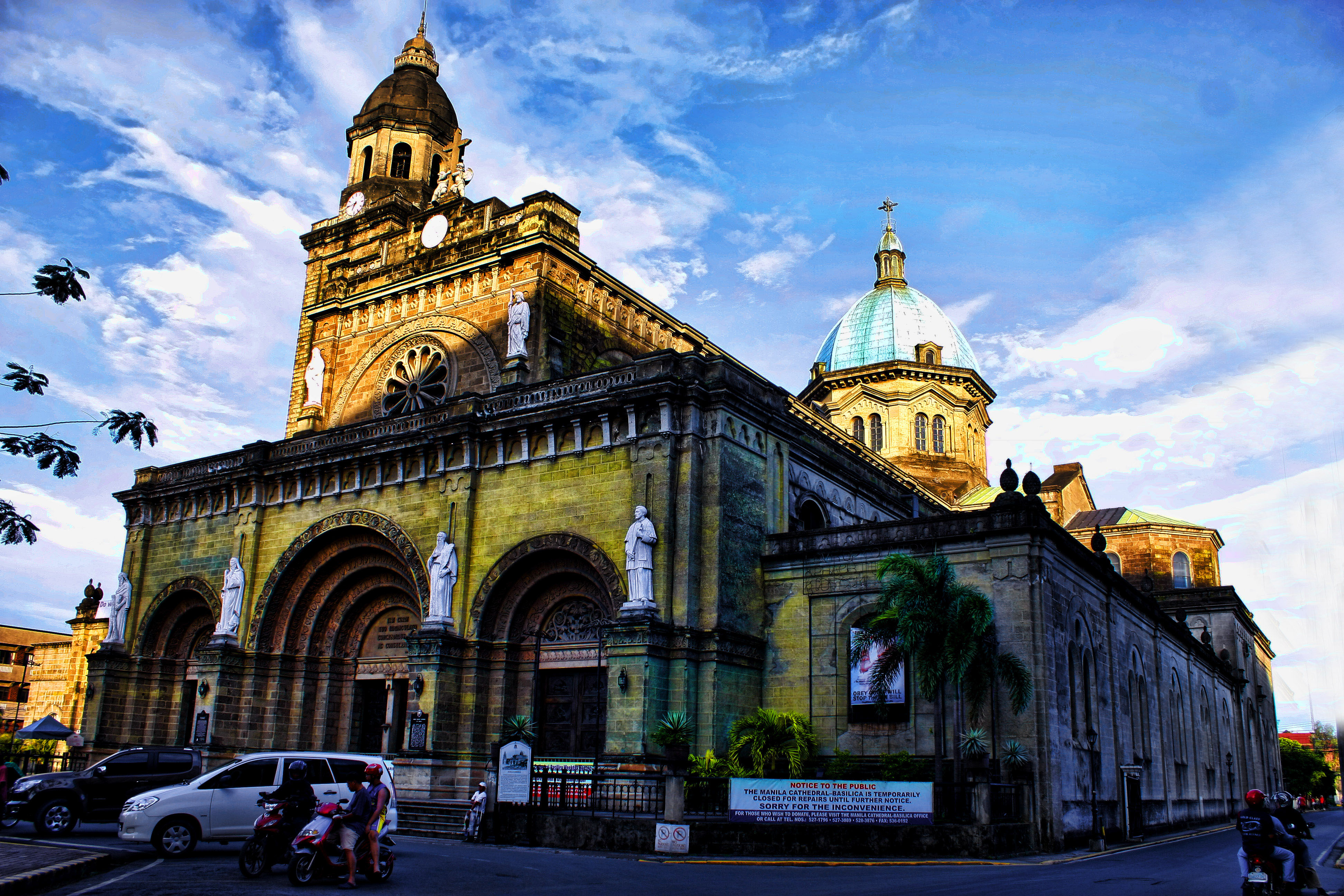
Catedral Basílica Metropolitana de la Inmaculada Concepción en Manila, Filipinas, legado de la presencia española.

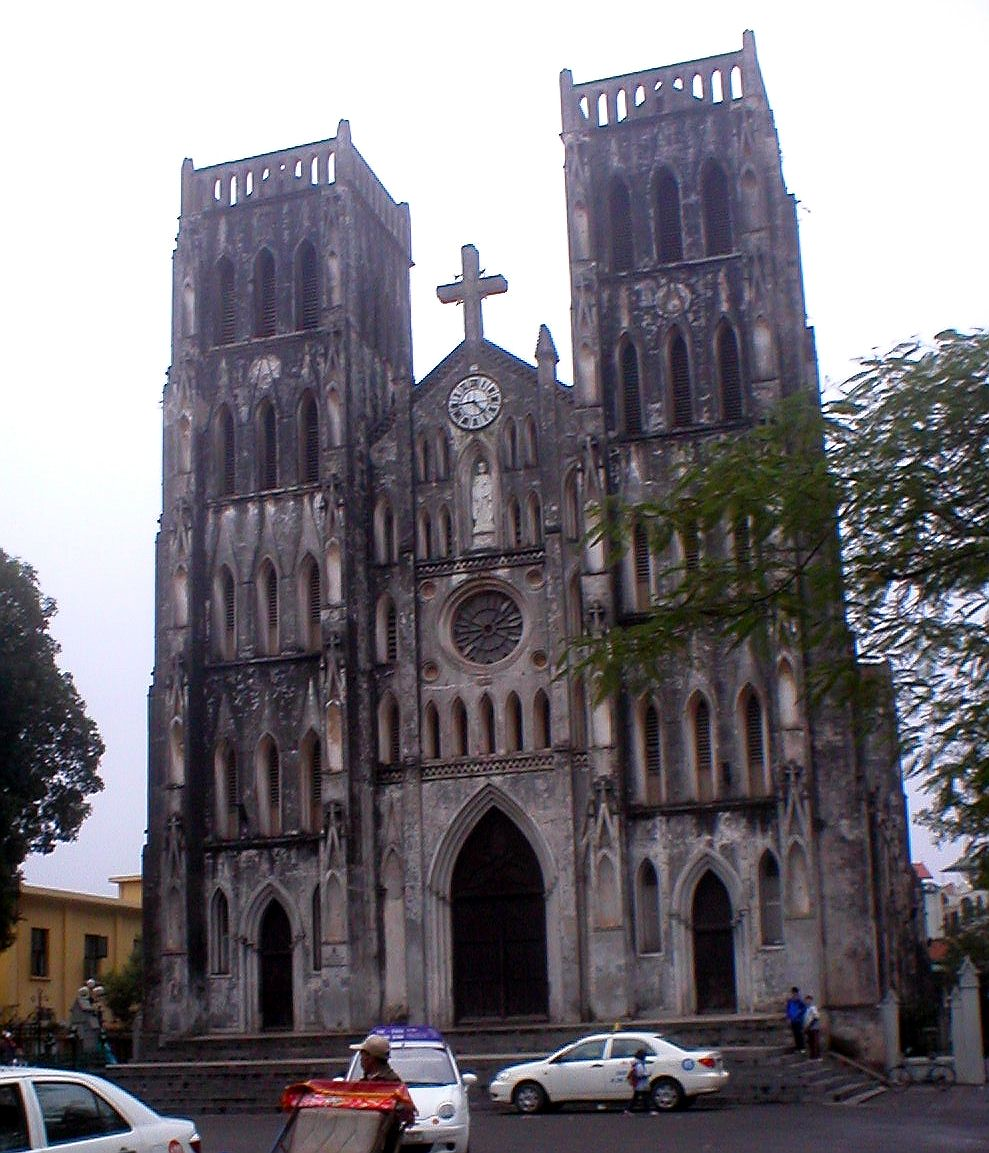
Catedral de San José en Hanói, Vietnam, legado de la presencia francesa.

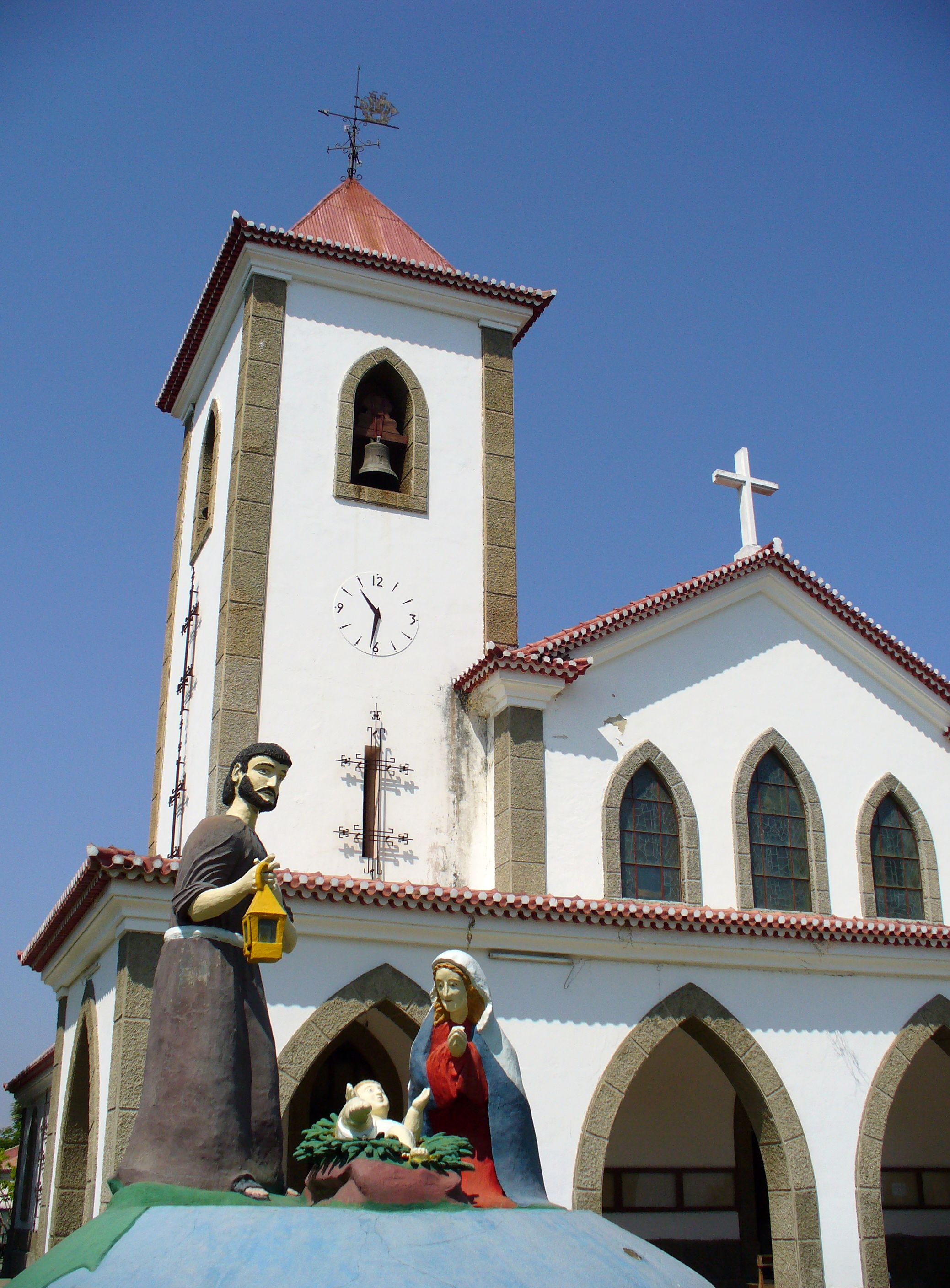
Catedral de São António de Motael en Dili, Timor Oriental, legado de la presencia portuguesa.

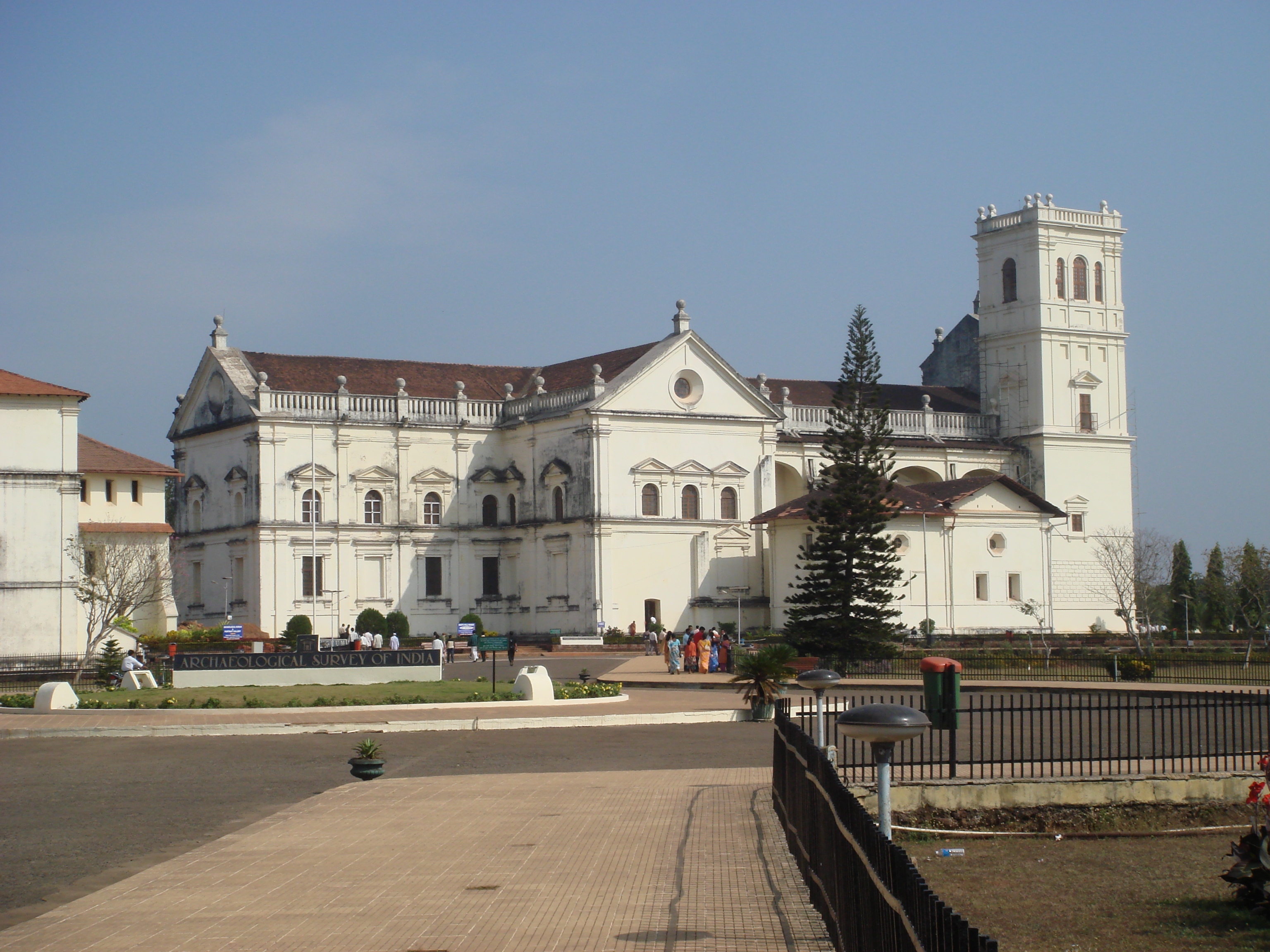
Catedral de Santa Catarina en la Vieja Goa en India, un ejemplo del legado de la presencia portuguesa.

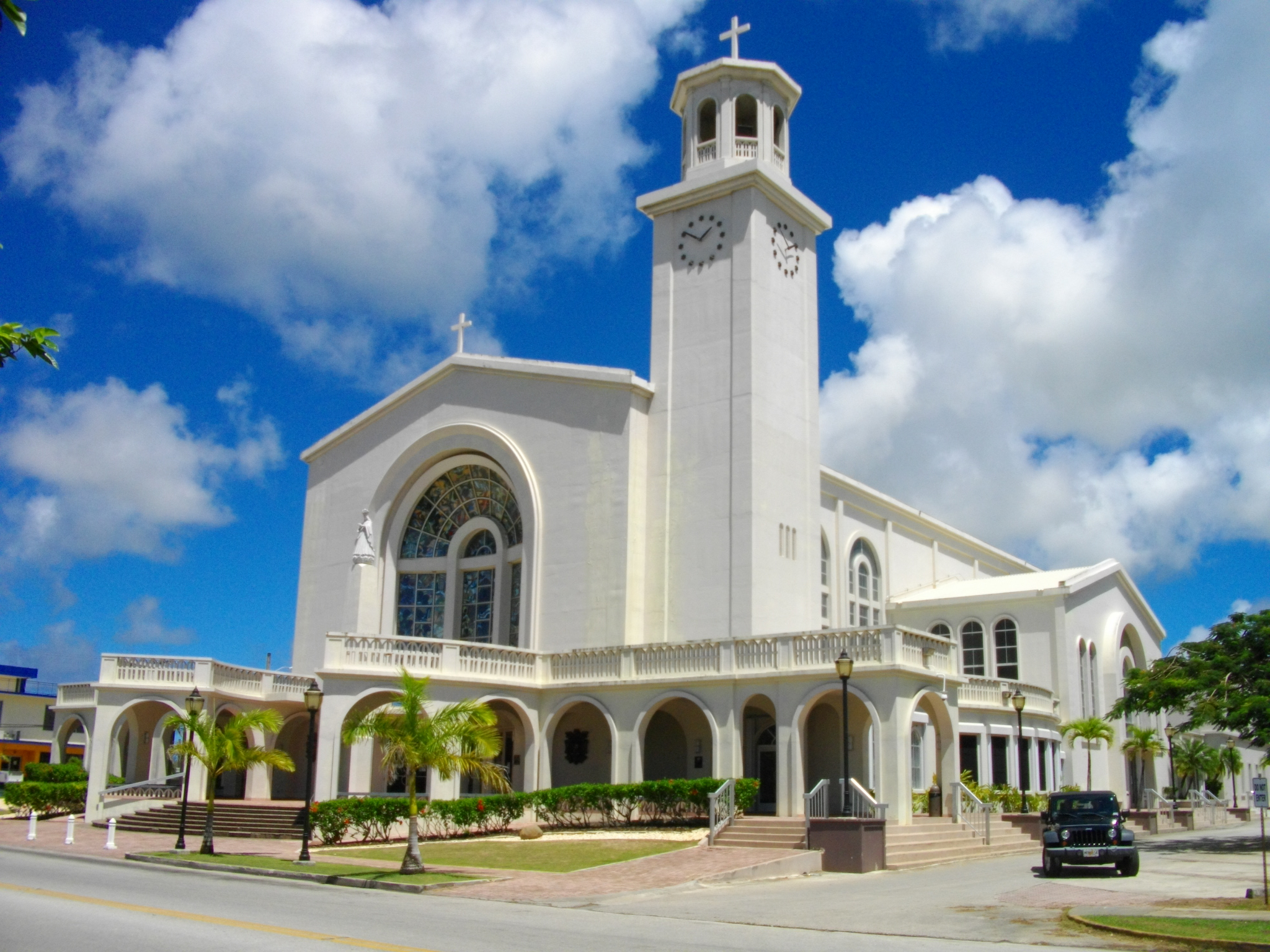
Vista de la actual catedral de Dulce Nombre de María. Construida en 1669 bajo la dirección del misionero jesuita español Diego Luis de San Vitores, enfrente de la Plaza España en Agaña, la capital de Guam.

Los únicos países y territorios dependientes que profesan el cristianismo, principalmente el catolicismo, herencia del legado colonial son Filipinas, Timor Oriental, Vanuatu, las islas Carolinas, las islas Marianas, la isla de Pascua, Wallis y Futuna y la Polinesia Francesa. Además en estos países y territorios, los nativos también han conservado sus propias creencias y cosmovisiones. El cristianismo también es profesado minoritariamente en los antiguos territorios de la India portuguesa y la India francesa, que fue introducida por los misioneros portugueses, franceses y españoles, este último con la llegada del misionero jesuita San Francisco Javier. Aunque la mayor parte de sus poblaciones en estos antiguos territorios profesan el hinduismo y el islám.
En Filipinas ha surgido además la Iglesia filipina independiente (Philippine Independent Church) también conocida como Iglesia Aglipayan o simplemente Aglipayan, que es una Iglesia católica de naturaleza autóctona, es decir, nacional y no regida por extranjeros. Se fundó en 1902 bajo la guía del sacerdote, abogado y guerrillero filipino Gregorio Aglipay y Labayán como una iglesia católica nacional para el país.
La iglesia nació junto con la independencia de la nación del imperio español y se gestó precisamente debido a los inconvenientes eclesiásticos que causó el que la Iglesia oficial, la Iglesia católica, estuviese enteramente dominada por elementos españoles. Gregorio Aglipay había sido excomulgado por la Santa Sede en 1899, debido a su compromiso militante con la independencia de su país. La Iglesia Filipina Independiente fundada por él rechazó la autoridad del Papa romano y las doctrinas romanistas, por ello surgieron corrientes dentro de la iglesia que hasta rechazaron la doctrina sobre la Trinidad, pero en 1947 la iglesia se declaró oficialmente Trinitaria.
Además tras la inmigración de mexicanos a las islas mediante el Galeón de Manila en la época colonial. A las Filipinas fue llevada también la imagen de la Virgen de Guadalupe, cuando las Filipinas formaba parte del Virreinato de Nueva España (hoy México). Según la Iglesia católica, también ha sido declarada patrona de Filipinas aparte de México y los demás países de Hispanoamérica.
En Macao los practicantes del catolicismo, se sentían vinculados sentimentalmente a Portugal, y en ellos confiaban las autoridades portuguesas para las labores de administración de Macao. Hoy en día, la comunidad macaense se enfrenta a una crisis de identidad (en 1999 fue construida una nueva iglesia parroquial, la Iglesia de San José Obrero, en el barrio de Iao Hon). Aunque en esta región de China, más predomina el budismo, el taoísmo y el confucionismo.
En las antiguas colonias francesas como la ex-Indochina francesa y la provincia de Cantón en China, una minoría de la población profesa también el catolicismo. Aunque la mayor parte de la población, profesa el budismo, el taoísmo y el confucionismo.

#### Literatura

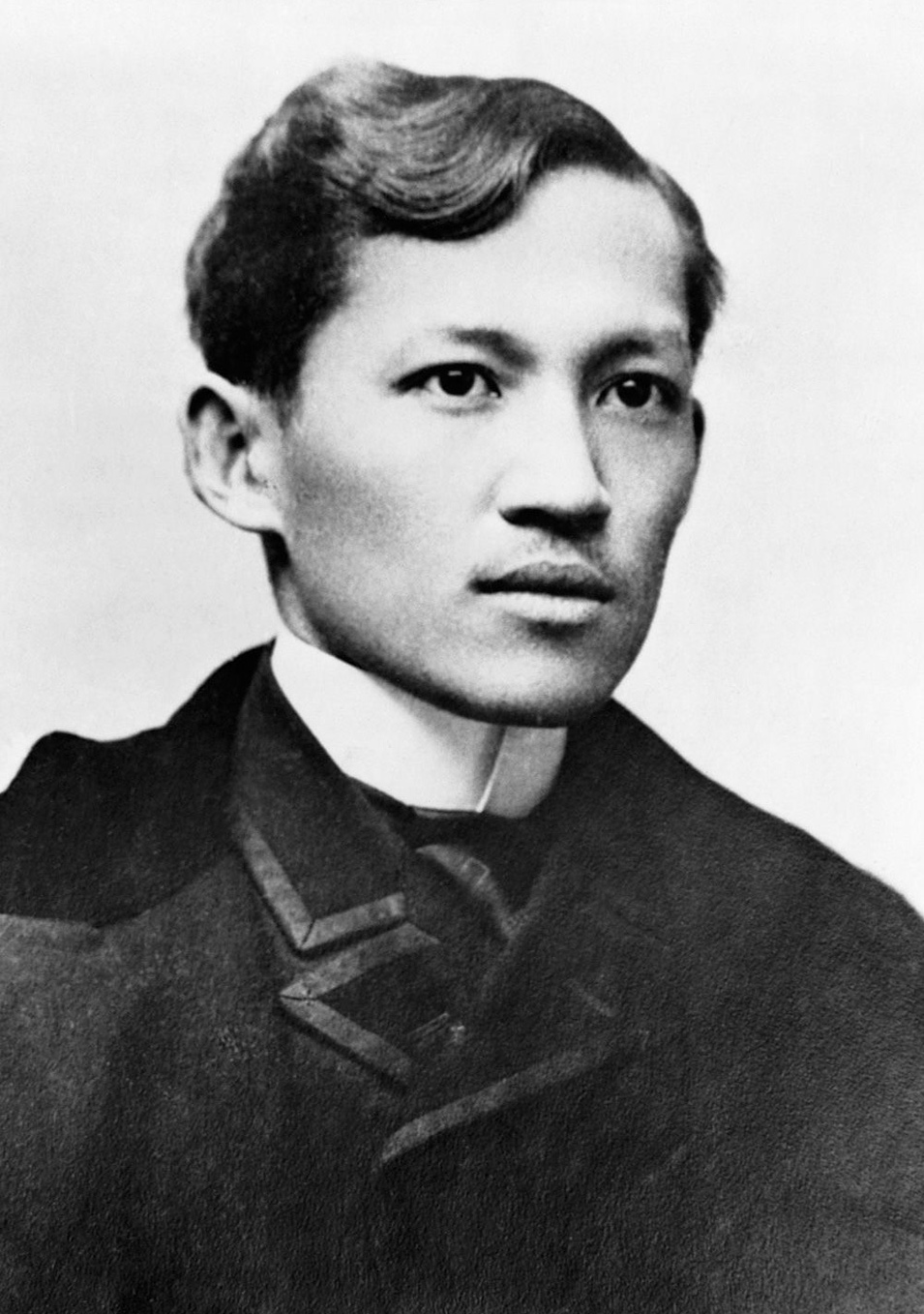
José Rizal fue uno de los escritores filipinos de la literatura filipina en español.

En Filipinas la literatura filipina en español, constituye a la literatura clásica por antonomasia de ese gran archipiélago asiático, única cultura de Asia vinculada a Occidente. La literatura filipina en español, una de las más antigua aún no está debidamente evaluada, aunque ha habido avances importantes y es de creer que pronto estarán disponibles en español clarificadoras obras de conjunto. Aunque la literatura clásica filipina, sobre todo en su sentido de nacional, corresponde a los autores mayores del siglo XIX, todos de expresión española, así José Rizal, Graciano López Jaena o Pedro Paterno. Por ello los principales documentos históricos, empezando por el Himno Nacional, la Constitución de Malolos, la novela Noli Me Tangere, Fray Botod, etc., fueron escritos en español, que era la lengua oficial en Filipinas. 
En Timor Oriental la literatura en portugués, surge con Xanana Gusmão, líder de la organización de la resistencia de Timor denominada Fretilin, y en la actualidad primer ministro de Timor Oriental libre. Xanana escribió dos libros durante la lucha por la independencia de su país. Además de poeta y pintor, Xanana realizó escritos que describen la cultura, valores y habilidades del pueblo de Timor. Otros escritores de relevancia de Timor son: Luís Cardoso, Fernando Sylvan, Ponte Pedrinha, Jorge Barros Duarte, Crisódio Araujo, Jorge Lauten, Francisco Borja da Costa, Afonso Busa Metan y Fitun Fuik. 
En Vietnam la literatura vietnamita en francés, surge con la novelista Marguerite Duras, también guionista y directora de cine.

#### Arquitectura

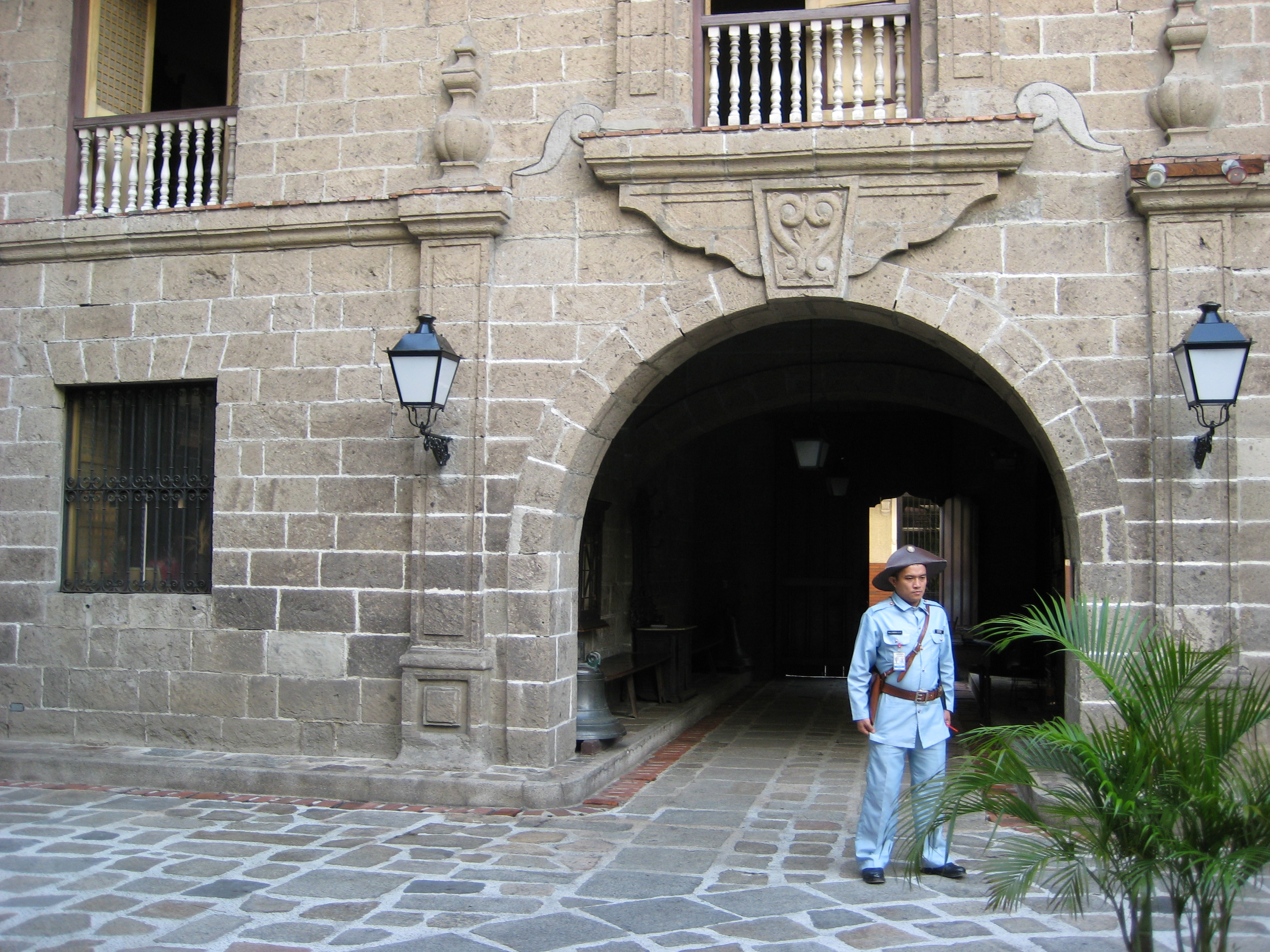
Vista de un patio colonial de Intramuros en Manila, Filipinas. Herencia de la arquitectura colonial española.

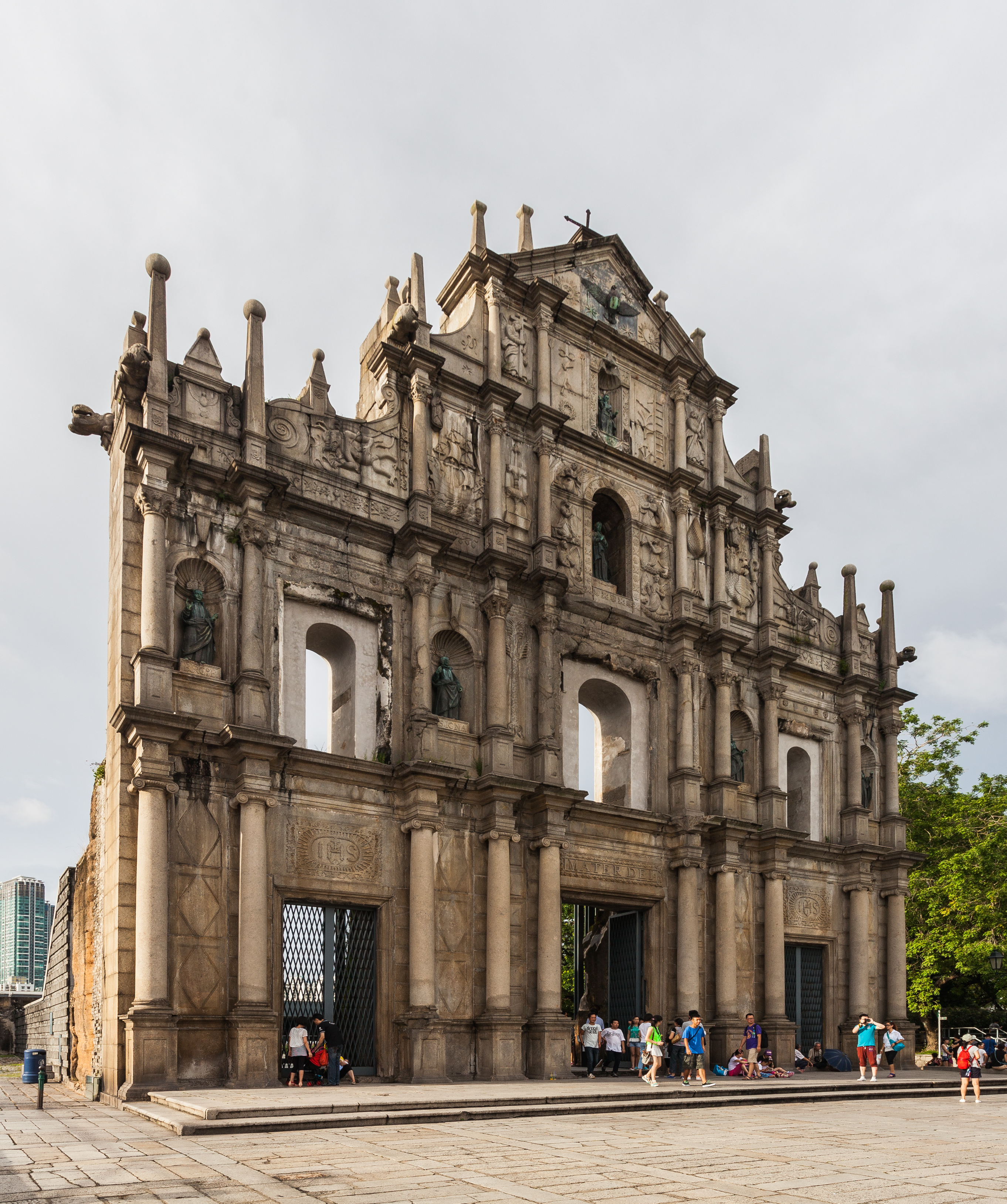
Ruinas de la catedral de San Pablo en Macao, China. Herencia de la arquitectura colonial portuguesa.

La arquitectura del legado colonial varía, según los países.
En Filipinas la arquitectura es una mezcla de influencia malaya, china, española y estadounidense.
Con la llegada de los españoles, vino nuevos elementos arquitectónicos y materiales. Las casas se hicieron más grandes y más duraderas. Las casas coloniales españolas en las Filipinas son por lo general tiene 2 pisos. La planta baja es hecha del hormigón, mientras el piso superior es hecho de la madera. El tejado es hecha de tejas de terracota. Las ventanas son hechas de la madera y de cáscaras de capiz. La calle Crisólogo en Vigan fue declarado Patrimonio de la Humanidad por UNESCO debido a sus casas coloniales españolas.
Los edificios públicos, como el ayuntamiento e iglesias, fueron construidos con bloques de piedra de adobe grandes.
Otros materiales indígenas también fueron usados.
La estructura presente de la Iglesia Baclayon en Bohol fue construida en 1727 usando piedras de coral que fueron tomados del mar cercano.
En Timor Oriental la arquitectura, algunos edificios son de estilo portugués se pueden encontrar, junto con las casas tradicionales tótem de la región oriental. Estas son conocidas como uma "lulik" (casas sagradas) en tetum, y "lee teinu" (casas con las piernas) en Fataluku. 
En Laos, Vietnam y Camboya en la arquitectura, en algunas avenidas arboladas en sus ciudades, se puede observar también la arquitectura colonial francesa. Como algunas casas, edificios y templos, junto con la arquitectura oriental. 
También en otros territorios de la antigua India portuguesa, la India francesa, Macao, Vanuatu, las islas Marianas, las Carolinas, la isla de Pascua, Wallis y Futuna y la Polinesia francesa, se pueden observar también algunas casas, edificios y templos católicos, vestigios de la prensencia española, francesa y portuguesa. Hasta la fecha también se han conservado estos monumentos como un patrimonio cultural.

#### Danza y música
En cuanto en danza y música, por ejemplo en Filipinas es una fusión entre la malaya, la china y la española. Tras la conquista de los colonos españoles a estas islas, como sucedió en varios países americanos, también parte de la música y danzas típicas de España fueron llevadas y mestizadas con las danzas típicas ancestrales de los indígenas. Si bien hasta la fecha estas danzas se mantienen dentro de la cultura folclórica popular de Filipinas. Lo mismo ha recibido influencia española en las islas Marianas y Carolinas, como también los instrumentos musicales. En Filipinas por ejemplo, la guitarra traída por los españoles es también bastante conocida. En Timor Oriental, también mantiene su música y danzas influenciadas con la música típica de Portugal con la indígena. También en Wallis y Futuna y la Polinesia francesa, también tiene influencia musical típica de Francia, mestizada con la música y danza típica de los indígenas como los polinesios. En cambio no ha influido tanto en Macao, ex-Indochina francesa y los territorios indios de la antigua India francesa y portuguesa.